# المظاهر الطبيعية للمرأة الجيدة: قصة حياة شخصين
المظاهر الطبيعية للمرأة الجيدة: قصة حياة شخصين هو كتاب واقعي بواسطة (كارولين ستيدمان)، نُشر من قبل مطبعة جامعة روتجرز في عام 1987م. الكتاب من نوع كتب تحليل السيرة الذاتية الطبقية حيث تنظر المؤلفة إلى تربية الطبقة العاملة في لندن عام 1950م